# 灵魂之旅
《灵魂之旅》是中国当代文化学者邓晓芒的一部文学评论著作，点评了莫言、史铁生、残雪等14位中国当代作家的作品。该书由湖北人民出版社于1998年初版，2005年由同一出版社收入《文学与文化三论》再版，2016年由作家出版社出了第四版。

## 内容
《灵魂之旅》以对张贤亮的评论开篇，认为“痞子文学”的性质在他那里已经具备了。邓接着分析了王朔，他认为，中国人的传统里没有爱，他们的日常爱情是“性欲+儿童心理”。国人的“纯情”在本质上就是“痞”。而谈到张承志的《心灵史》时，邓认为张笔下的哲合忍耶只是一种“穷人翻身”式的世俗关怀，而不具有宗教超越的性质，接着，邓晓芒谈到了贾平凹的《废都》，认为在贾的笔下反抗世俗成为了追求世俗欲求的一种幌子，“安妥破碎的灵魂”成为了对思想的解构，造成自我欺骗的遁逃。在评论韩少功的《马桥词典》时，邓认为韩在套用西方语言学理论时出现了混淆，把唯我独尊的“言语”视作具有普适性的“语言”。邓承认韩在描写“世纪末”情绪时具有的优点，又指出了他对道家文化的矛盾态度。邓接着分析了顾城，认为他的“女儿国”代表了中国式纯情梦的破灭。而对于张炜，邓认为他对于苦难的反复咀嚼、美化实际上体现了传统知识分子的奴才心理。
在分析莫言时，邓晓芒称“恋母和恋乳这种儿童心理”驻扎在中国男人的内在灵魂之中。邓评价莫言为“第一个敢于自我否定的寻根文学家”，提出了“拥有独立的自由意志的任务”，但却没有完成这个任务。接着，邓详细分析了史铁生的《务虚笔记》，提出要“建立自由的人格面具，和一种真正具有普遍性的语言”。邓评价史为“中国唯一的一个进入了现象学语境的作家”，但也认为他的语言更多的是在否定，而没有展现。之后，邓提出致力于建设新型人格的作家是残雪。邓分析了她的《黄泥街》、《思想汇报》、《历程》等作品，认为“抽象主体通过投身于客体而成为具体主体的历程”，也即不断省思、克服自我而变得成熟的过程，是现代人的必由之路。在最后两篇评论中，邓点评了林白、陈染、卫慧、棉棉四位女性作家。

## 分析
在《灵魂之旅》中，邓晓芒批判中国作家逃避痛苦，又指出中国文化缺乏神性：执着于此岸世界而不敢全心投入超验的可能世界，因此也就无法有清晰的语言。为了面对苦难，“需要痛苦的自我反省和怀疑，需要否定自己的否定、批判自己的批判。”从地狱到天堂的上升之路，要靠对语言的信仰来达成。
武汉大学文学院的昌切认为邓晓芒的这些评论是以西方文化精神为准绳的，但文化内涵并非评价作家作品的恰当标准，人物形象是否有审美性也很重要。因此，他反对邓晓芒对张贤亮、张承志等人的贬抑。